# Felix Netopilek
Felix Netopilek (* 25. Juli 1947 in Wien) ist ein ehemaliger österreichischer Sportfunktionär.

## Leben
Netopilek besuchte 1953–1957 die Volksschule und von 1957 bis 1961 die Hauptschule. Anschließend absolvierte er 1961–1965 eine Lehre als Buchdrucker und 1969–1970 legte er eine B-Matura ab.
1965–1971 war er als Buchdrucker in der Österreichischen Staatsdruckerei tätig, 1971–1984 als Sportsekretär und 1984–2005 als Generalsekretär beim Allgemeinen Sportverband Österreichs. Vom 1. Januar 2006 bis 31. Januar 2009 war er in Altersteilzeit. 2007 war er Konsulent der Österreichischen Sporthilfe. Ab 1. Februar 2007 wurde Netopilek selbstständig mit einem Unternehmen für Veranstaltungsorganisation. Am 1. Februar 2009 ging er in Pension.
Seine sportliche Laufbahn begann er 1954 als Schwimmer beim EW-Donau-SC und später beim SC DIANA. Er spielte Handball beim PolizeiSV, Fußball bei EWFC VIENNA, Landhockey bei HC Wien, wo er später auch Vizepräsident wurde. Er ist Gründer und Präsident des ASVÖ-Surf- und Nordic-Walkingclub Wien.
Er war während seiner aktiven Laufbahn immer ein Kritiker der Sportstruktur in Österreich und versucht auch in seiner Pensionszeit weiterhin Denkanstöße zu einem Veränderungsprozess zu geben. Einen Überblick seines Lebens und seiner Ideen macht er auf seiner Familienwebseite einsehbar.

## Tätigkeiten und Funktionen
- 1972–1992 Gründungsmitglied und Mitglied des BSO-Jugendausschusses
- 1972 und 1976 Mitglied des Organisationskomitees der Olympia-Jugendlager in München und Innsbruck
- 1972–1979 Mitglied der Exekutive und Geschäftsführer der Europäischen Sport-Jugendkonferenz
- 1972–1979 Mitarbeit bei internationalen Projekten wie Jugendleiterausbildung, Europäische Jugendlager, Jugendsport in Europa
- 1974–1992 Mitarbeit bei der Erstellung der Lehrpläne für die staatliche Sport-Jugendleiterausbildung und Lehrbeauftragter der BAfl-Wien für diese Ausbildung
- 1975 Delegationsleitung und Koordination einer europäischen Delegation (16 Länder, 51 Teilnehmer) zur Weltausstellung für Meerwesen auf Okinawa
- 1984–2005 Mitglied des Präsidiums, des Vorstandes, der Finanzkommission und der internationalen Kommission der Österreichischen Bundes-Sportorganisation (BSO)
- 1984–2005 Mitglied des Sportausschusses und Sportrates der Österreichischen Bundes-Sportorganisation
- 1984–1986, 1988–1990, 1992–1994, 1996–2000 und 2002–2005 Finanzreferent der BSO
- seit 1985 Gründungsmitglied und Präsident des ASVÖ-Surf- und Nordic-Walking Club Wien
- 1985–2005 Teilnehmer und Vertreter Österreichs bei den Europäischen Sportkonferenzen in Athen, Cardiff, Sofia, Oslo, Bratislava, Budapest, Amsterdam, Thallinn, Malta, Duvbrovnik, Athen
- 1976–1995 Vizepräsident des Hockey Club Wien
- 1987–2005 Mitglied der Exekutive der Europäischen Sportkonferenz
- 1979 Organisationsleiter der Internationalen ASVÖ-Jugendspiele in Zell/See, 1984 in Hartberg, 1989 in Kufstein, 1994 in Wien
- 1990–1993 Rechnungsprüfer und 1993–1996 Vizepräsident des Österreichischen Schwimmverbandes
- 1992 Arbertville + 1996 Atlanta Mitarbeit im Österreich-Haus der ÖOC
- 1998 Vertreter Österreichs beim Europäischen Sportforum der EU in Salzburg
- 2003 Stellungnahme als Vertreter für den Sport im Parlament im Rahmen des Österreich-Konvents
- 2004–2005 Mitglied des Steuerungsgremiums für das Projekt „Fit für Österreich“ des Bundeskanzleramtes und Staatssekretariates für Sport
- 2005–2007 Lehrbeauftragter bei der Sportmanagerausbildung der Bundes-Sportorganisation/Sportministerium/ASVÖ
- 2006 Turin + 2008 Peking + 2010 Vancouver + 2012 London Leiter des Österreich-Hauses des ÖPC
- 2007 Konsulent der Österreichischen Sporthilfe
- 2010 Protokollchef der Handball-EM in Wien
- 2011–2017 Quartierchef der Ö-Tour (Österr. Radrundfahrt).

## Ehrungen und Auszeichnungen
- Österreichische Olympia-Medaille
- Silbernes Ehrenzeichen des Österreichischen Schwimmverbandes
- Goldenes Ehrenzeichen des ASVÖ-NÖ
- Silbernes Ehrenzeichen für Verdienste um die Republik Österreich[2]
- Goldenes Ehrenzeichen für Verdienste um die Republik Österreich[2]